# زبان سوئدی
زبان سوئدی (به سوئدی: svenska، تلفظ: تلفظ [²svɛn:ska]  ( گوش دهید)) یک زبان طبیعی از زبان‌های هندواروپایی از شاخهٔ ژرمنی شمالی است که در کشور سوئد و قسمت‌هایی از کشور فنلاند به آن سخن می‌گویند. سوئدی زبان اصلی کشور سوئد و یکی از دو زبان رسمی فنلاند است. پیشینهٔ سوئدی به زبان نورس باستان برمی‌گردد و دارای همانندی‌های فراوان با زبان دیگر کشورهای اسکاندیناوی است. زبان سوئدی به ویژه به زبان نروژی و زبان دانمارکی شباهت بسیاری دارد، و با زبان ایسلندی تفاوت بیشتری دارد.
آکادمی سوئد وظیفهٔ مراقبت از زبان سوئدی را از طریق تنظیم و انتشار منظم واژه‌نامهٔ این زبان به انجام می‌رساند.

## تاریخ
پیش از دوران وایکینگ‌ها اهالی منطقه نوردیک به زبان نیانورس تکلم می‌کردند. در دورهٔ وایکینگ‌ها و حدود سال ۷۰۰ میلادی نورس باستان شکل گرفت. در این دوره، سوئدی به صورت نوشتاری بر روی سنگ‌های رونی نگارش می‌شد. از سال ۱۲۲۵ تا ۱۵۲۶ میلادی، دوره زبان سوئدی قدیمی نام‌گذاری شده‌است. در این دوره، زبان سوئدی برای نخستین بار با الفبای لاتین نوشته شد. در سال ۱۵۲۶ میلادی کتاب مقدس به زبان سوئدی ترجمه شد و دوره سوئدی جدید (nysvenska) آغاز شد. در دههٔ ۱۹۰۰، و پس از اصلاحاتی چند در نوشتار، دوره سوئدی معاصر آغاز شد.

### نیانورس
اولین سند نوشتاری به زبان نیانورس مربوط به سدهٔ ۲۰۰ میلادی است. در سدهٔ ۷۰۰ میلادی اوملات‌ها وارد نیانورس شدند و تلفظ برخی مصوت‌ها را تغییر دادند. تغییر دیگر مربوط به این دوره تغییر تلفظ برخی مصوت‌ها به واکه مرکب بود. تغییرات اوملات‌ها در دورهٔ نیانورس در سوئدی معاصر در جمع‌بستن برخی کلمه‌ها مانند hand-händer (به فارسی: دست، دست‌ها)، fot-fötter (به فارسی: پا، پاها) و bok-böcker (به فارسی: کتاب-کتاب‌ها) دیده می‌شود. تغییرات فوق در نیانورس موجب شکل‌گیری زبان نورس باستان شدند.

### نورس باستان

خط رونی نورس باستان

در دورهٔ نورس باستان اولین اشتقاق بین زبان‌های منطقهٔ اسکاندیناوی به‌وجود آمد و سه گویش «نورس شرقی باستان» (در دانمارک و سوئد کنونی)، «نورس غربی باستان» (در ایسلند و جزایر فارو) و «گوتنیک باستان» (در جزیرهٔ گوتلند سوئد) شکل گرفتند. الفبای رونی نورس باستان ۸ حرف کمتر از الفبای نیانورس داشت. به این دلیل، از یک حرف برای نمایش چند واج استفاده می‌شد. برای مثال، واکهٔ u برای نوشتن o, y، و ø نیز به کار می‌رفت. برای رفع این مشکل به برخی حروف نقطه اضافه شد. همزمان با مسیحی‌سازی اسکاندیناوی، در سدهٔ ۱۰۰۰ میلادی کلمه‌هایی مانند kyrka(به فارسی: کلیسا)، präst(به فارسی: کشیش) و paradis(به فارسی: پردیس) به نورس باستان اضافه شدند.

### سوئدی باستان
در سدهٔ ۱۱۰۰ میلادی گویش‌های نورس باستان در دانمارک و سوئد کنونی از هم متفاوت شدند و دورهٔ «سوئدی باستان» آغاز شد. اصلی‌ترین تفاوت این بود که در «دانمارکی باستان»، واکهٔ مرکب æi به واکه ساده e و واکه‌های مرکب au و øy به واکهٔ ساده ø تبدیل شدند. در نوشتار، تفاوت کم‌تری میان سوئدی و دانمارکی باستان وجود داشت و حتی با وجود تفاوت در گفتار، واکه‌های مرکب در سوئدی باستان نوشته نمی‌شدند.تأسیس کلیسای کاتولیک در این دوره وام‌واژه‌های بسیاری را از یونانی و لاتین وارد سوئدی باستان کرد. برای مثال، معادل کلمهٔ پنجره در سوئدی fönster است که از واژهٔ لاتین fenestra آمده‌است (مقایسه کنید با معادل نروژی آن vindu و انگلیسی window). روش پیچیدهٔ جمله‌بندی لاتین نیز بر نوشتار سوئدی اثرگذار بود.
همزمان با قدرت‌گرفتن همبستگی اقتصادی هانزا و شناخته‌شدن آن به عنوان یک ابرقدرت اقتصادی، سیاسی و نظامی در سده‌های ۱۲۰۰ و ۱۳۰۰ میلادی، تعداد زیادی مهاجر آلمانی‌زبان به عنوان تاجر به شهرهای سوئد مهاجرت کردند. این امر نه تنها موجب رواج وام‌واژه‌هایی از زبان آلمانی سفلی در حوزه‌های جنگ‌آوری، تجارت، صنعت و بوروکراسی شد بلکه تغییراتی در پسوندها و حرف‌های ربط دستور زبان سوئدی ایجاد کرد. پسوندهای be, ge و för در سوئدی معاصر از پسوندهای be, ge و vor در آلمانی سفلی آمده‌اند. با توجه به هم‌ریشه‌بودن سوئدی و آلمانی سفلی و شباهت‌هایی از قبیل نبود «تبدیل صامت آلمانی علیا» (با «تبدیل صامت آلمانی» در قانون گریم اشتباه نشود) در هر دو زبان، تاثیرپذیری سوئدی از آلمانی سفلی بسیار زیاد بود. ماهیت وام‌واژه‌های آلمانی سفلی متفاوت از دیگر زبان‌ها بود. برای مثال، واژهٔ سوئدی borgare(به فارسی: شهرنشین) وام‌واژه‌ای از آلمانی سفلی است درحالی‌که کلمهٔ borg از نورس باستان آمده‌است. واژهٔ سوئدی förbjuda (به فارسی: منع‌کردن) از آلمانی سفلی وام گرفته شده‌است در حالی که اجزای سازندهٔ آن för و bjuda قبلاً از سوئدی به آلمانی سفلی وام داده شده بودند.

### سوئدی جدید

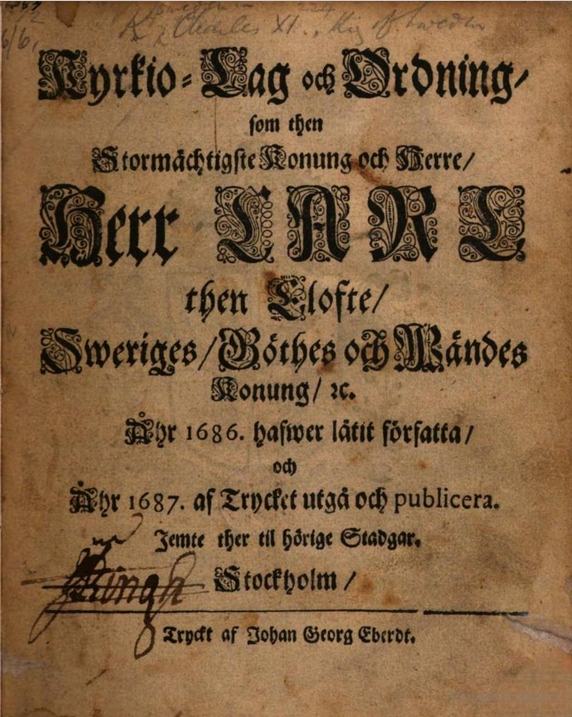
صفحهٔ اول متن پیمان حکومت و کلیسا

با تلاش‌های مارتین لوتر، گوستاو واسا پس از به قدرت رسیدن در سال ۱۵۲۳ (میلادی) دستور داد کتاب مقدس لوتر از آلمانی زبان سوئدی ترجمه شود. کار ترجمهٔ عهد جدید در ۱۵۲۶ (میلادی) و ترجمهٔ کامل کتاب مقدس در ۱۵۴۱ (میلادی) کامل شد. مترجمان کتاب مقدس واسا راه میانه‌ای بین زبان محاوره‌ای و فرم نوشتاری پیچیدهٔ سوئدی باستان برگزیدند و کوشیدند از ساختارهای پیچیدهٔ لاتین و وام‌واژه‌های دانمارکی و آلمانی بپرهیزند تا استقلال زبان سوئدی حفظ شود. تأثیر این ترجمه بر زبان سوئدی چنان زیاد بود که آغازگر دورهٔ سوئدی جدید شد. بر اساس ترجمهٔ کتاب مقدس، استفاده از مصوت‌های ä ،öو å در سوئدی ازین دوره شروع شده و ck جایگزین kk پس از مصوت کوتاه شد. برای مثال حرف ربط «و» (به سوئدی: och) که در سوئدی باستان به صورت okk نوشته می‌شد به ock تبدیل شد.
کتاب مقدس واسا تأثیر زیادی بر دستور خط سوئدی گذاشت و به آن پایایی بخشید. با این حال تا انتهای سدهٔ ۱۵۰۰ میلادی، دستور خط سوئدی هنوز یکپارچه نبود. در سدهٔ ۱۶۰۰ میلادی دستور زبان سوئدی برای نخستین بار نوشته شد و املای درست کلمات به بحث گذارده شد. در دورهٔ پادشاه کارل دهم گوستاو پیمانی بین حکومت و کلیسا بسته شد که نقش مهمی در گستردگی دانش زبان نوشتاری در سوئد داشت. بر اساس این پیمان، مردم عوام به یادگیری جملات مهم کتاب مقدس و کتکیزم مارتین لوتر ملزم شدند که باعث گستردگی سواد خواندن در سوئد شد. در نیمهٔ دوم سدهٔ ۱۶۰۰ میلادی به دستور کارل یازدهم و کارل دوازدهم کشیشان و دیپلمات‌ها ملزم به استفاده از زبان سوئدی به صورت «تمیز و واضح» شدند.
در سدهٔ ۱۷۰۰ میلادی و همزمان با عصر روشنگری و علاقهٔ مردم به فرهنگ، کلمه‌های بسیاری از زبان فرانسوی وارد سوئدی شد. در این عصر اولین روزنامه‌ها از جمله Then swänska argusچاپ شدند و طبقه متوسط که مخاطبان این روزنامه‌ها بودند به وجود آمد. چاپ روزنامه‌ها باعث به‌وجود آمدن «لحن روزنامه‌ای» در نوشتار سوئدی شد. با انتشار آثار دانشمندان سوئدی مانند آندرس سلسیوس و کارل فون لینه در این دوره «زبان علمی سوئدی» ایجاد شد. کتاب قانون سوئد در این دوره با زبان جدید منتشر شد و تأثیراتی بر دستور زبان سوئدی گذاشت. آکادمی سوئد در سال ۱۷۸۶ (میلادی) با هدف «گسترش تمیزی، قدرت و والایی زبان سوئدی» تأسیس شد. در سدهٔ ۱۸۰۰ میلادی کلماتی در حوزه‌های ورزش، سفر و صنعتی‌سازی به‌وجود آمدند و وام‌واژه‌های فراوانی از زبان انگلیسی وارد سوئدی شد.
| معادل سوئدی | زبان مبدأ | معادل در زبان مبدأ | ترجمه فارسی |
| ----------- | --------- | ------------------ | ----------- |
| möbel       | فرانسوی   | meuble             | لوازم منزل  |
| balkong     | فرانسوی   | balcon             | بالکن       |
| parfym      | فرانسوی   | parfum             | عطر         |
| jobb        | انگلیسی   | job                | شغل         |
| sport       | انگلیسی   | sport              | ورزش        |

### سوئدی معاصر
در سال ۱۹۰۶ (میلادی) اصلاحات فراوانی در نوشتار سوئدی انجام شد و حرف v جایگزین f,fv و hv شد. این تغییر موجب تفاوت بیشتر سوئدی نوشتاری با زبان‌های نروژی و دانمارکی شد. چاپ کتاب Riktig Svenska (به فارسی: سوئدی واقعی) در سال ۱۹۳۹ باعث شد مرجعی برای درست‌نویسی زبان سوئدی در دسترس همگان قرار گیرد. «اریک والندر» مؤلف این کتاب در سال ۱۹۴۴ به عضویت نخستین «شورای نگهبانی از زبان سوئدی» برگزیده شد.

## دسته‌بندی
زبان سوئدی به زیرگروه زبان‌های ژرمنی شمالی از گروه زبان‌های ژرمنی تعلق دارد و یکی از زبان‌های هندواروپایی است. سوئدی به همراه زبان دانمارکی در زیرگروه زبان‌های اسکاندیناوی شرقی قرار گرفته و زبان‌های نروژی، ایسلندی، و فاروئی در زیرگروه زبان‌های اسکاندیناوی غربی قرار می‌گیرند. با این حال، دسته‌بندی‌های جدیدتر زبان‌های ژرمنی شمالی را به دو گروه «زبان‌های اسکاندیناوی قاره‌ای» شامل سوئدی، نروژی، و دانمارکی و «زبان‌های اسکاندیناوی جزیره‌ای» شامل ایسلندی و فاروئی تقسیم‌بندی می‌کنند. علت این دسته‌بندی جدید، فهم متقابل بین گویش‌گران این زبان‌ها و تأثیر فراوان زبان دانمارکی بر زبان نروژی در سدهٔ اخیر است که باعث شده‌است زبان نروژی از ایسلندی و فاروئی فاصله بگیرد. علاوه بر این، زبان آلمانی سفلی در دورهٔ همبستگی اقتصادی هانزا بر سه زبان نروژی، سوئدی، و دانمارکی اثرگذار بوده‌است که باعث شبیه‌تر شدن این سه زبان به یکدیگر شده‌است.

## پراکندگی جغرافیایی
زبان سوئدی زبان اصلی کشور سوئد و یکی از دو زبان رسمی در کشور فنلاند است. سوئدی، زبان مادری ۹٫۲ میلیون نفر در سوئد و ۲۹۱ هزار نفر در فنلاند است.
حدود ۳۰ هزار نفر در نروژ و ۱۱ هزار نفر در دانمارک به زبان سوئدی صحبت می‌کنند. بر اساس سرشماری سال ۲۰۰۴ در ایالات متحده و سال ۲۰۰۱ در کانادا، ۶۷۰۰۰ نفر در ایالات متحده و ۱۷۰۰۰ نفر در کانادا به زبان سوئدی تکلم می‌کنند. با این حال، اطلاعاتی در مورد این که سطح تسلط این افراد به سوئدی چقدر است در دست نیست.

## موقعیت رسمی

درصد زبان‌های مورد استفاده بر روی اینترنت

زبان سوئدی یکی از دو زبان رسمی کشور فنلاند است اما زبان رسمی کشور سوئد نیست. تلاش‌هایی در پارلمان سوئد برای شناختن سوئدی به عنوان زبان رسمی کشور انجام شد اما در نهایت این پیشنهاد در ۷ دسامبر ۲۰۰۵ با ۱۴۷ رای مخالف در مقابل ۱۴۵ رای موافق رد شد که با انتقاد شدید آکادمی سوئد مواجه شد.
بر اساس قانونی که در ۱ ژوئیه ۲۰۰۹ تصویب شد، زبان سوئدی به‌عنوان زبان اصلی کشور سوئد انتخاب شد. این قانون جایگاه زبان رسمی را به زبان سوئدی اعطا نمی‌کند بلکه بدین معنا است که تمامی ساکنان سوئد باید بتوانند در تمام بخش‌های جامعه از زبان سوئدی استفاده کنند و به اطلاعات مورد نیاز خود به زبان سوئدی دسترسی داشته باشند.